# 張書偉
張書偉（英語：Joe Chang Shu-Wei，1980年11月4日—），台灣男演員、歌手，藝名書偉，為男子團體Energy成員之一，擔任副團長。於2007年Energy重啟時擔任團長與主唱，至今發行9張音樂專輯，曾主持過數個節目，目前演出多檔戲劇。2004年以團體Energy入圍第15屆金曲獎最佳重唱組合；2016年以黑盒子入圍第51屆金鐘獎迷你劇集男主角獎。2024年，書偉以Energy團員身分再戰樂壇。

## 演藝生涯
書偉參加滾石唱片舉辦的歌唱比賽並獲得冠軍，由於公司的內部因素，他沒獲得發行專輯的機會。在書偉決定放棄演藝圈的夢想並入伍當兵時，他收到Energy時任經紀人的邀約。原先的團體規劃是書偉與Energy的另一團員阿弟組成男子多重唱組合，而在另一團員牛奶確定加入團體後，團體的類型改為男子舞蹈團體，並以書偉、阿弟擔任隊內領唱。至2009年，在歷經Energy的發展起伏、成員各自單飛後，書偉開始在戲劇圈發展；在接演本土連續劇《風水世家》以及公視的家庭喜劇《我的婆婆怎麼那麼可愛》後，他的演出獲得關注，並於戲劇相關獎項有所斬獲。2024年，書偉以Energy團員身分加入相信音樂、回歸樂壇。2025年，以〈星期五晚上〉獲得第36屆金曲獎年度歌曲獎。

## 電視劇
| 年份   | 頻道             | 劇名                      | 角色          |
| 2004年 | 東森戲劇台       | 《我的寵物老公》          | Kevin         |
| 2004年 | 台視             | 《米迦勒之舞》            | 大丁          |
| 2004年 | 中視             | 《男丁格爾》              | 戴家賢        |
| 2008年 | 客家電視台       | 《花樹下的約定》          | 劉凱          |
| 2009年 | 客家電視台       | 《月滿水沙漣》            | 周世明        |
| 2009年 | 大愛電視台       | 《再見南沙魯》            | 公務員        |
| 2010年 | 客家電視台       | 《第一次當爸爸就上手》    | 阿徹          |
| 2011年 | 大愛電視台       | 《我愛美金》              | 徐裕傑        |
| 2011年 | 客家電視台       | 《雲頂天很藍》            | 羅偉宏        |
| 2011年 | 大愛電視台       | 《峰迴青春路》            | 江岳晃        |
| 2011年 | 華視             | 《莒光園地-醉後》         | 徐英風        |
| 2011年 | 大愛電視台       | 《茶是顧香濃》            | 藍乾生        |
| 2011年 | 中視             | 《閃昏》                  | 柏廷          |
| 2012年 | 大愛電視台       | 《慈悲的滋味》            | 張東祥        |
| 2012年 | 大愛電視台       | 《雨露》                  | 劉銘達        |
| 2012年 | 民視             | 《風水世家》              | 呂元斌 林元斌 |
| 2012年 | 客家電視台       | 《神仙谷事件》            | 葉曉風        |
| 2015年 | 大愛電視台       | 《等待天光》              | 林裕鉦        |
| 2015年 | 華視             | 《莒光園地-搖倒》         | 林洲瑜        |
| 2015年 | 客家電視台       | 《落日》                  | 莊文凱        |
| 2016年 | 大愛電視台       | 《稻香家味》              | 連道銘        |
| 2016年 | 台視             | 《加油！美玲》            | 李思源        |
| 2016年 | 台視             | 《700歲旅程》             | 黎德朗        |
| 2016年 | 客家電視台       | 《黑盒子》                | 廖天凌        |
| 2017年 | 大愛電視台       | 《長盤決勝》              | 陳文通        |
| 2017年 | 公視             | 《乒.乓》                 | 王承翰        |
| 2018年 | 台視、八大戲劇台 | 《前男友不是人》          | 周立明        |
| 2018年 | 台視             | 《情·份》                 | 楊明中        |
| 2018年 | 民視             | 《微笑。淚》              | 張書偉        |
| 2018年 | 台視、東森綜合台 | 《艾蜜麗的五件事》        | 沈胤軒        |
| 2019年 | 大愛電視台       | 《菜頭梗的滋味》          | 洪毓良        |
| 2019年 | 公視             | 《生死接線員》            | 李格非        |
| 2019年 | Netflix          | 《極道千金》              | 王進國        |
| 2019年 | 芒果TV           | 《我的波塞冬》            | 徐普          |
| 2020年 | friday影音、公視 | 《國際橋牌社》            | 葉九昇        |
| 2020年 | 公視             | 《我的婆婆怎麼那麼可愛》  | 徐太白 (發貴) |
| 2020年 | 三立台灣台       | 《炮仔聲》                | 莫昊天        |
| 2021年 | TVBS歡樂台       | 《女力報到－愛情公寓》    | 莊宏偉        |
| 2021年 | TVBS歡樂台       | 《女力報到－男人止步》    | 莊宏偉        |
| 2021年 | TVBS歡樂台       | 《女力報到－男人止步2》   | 莊宏偉        |
| 2021年 | 愛奇藝           | 《逆局》                  | 錢志揚        |
| 2021年 | 公視             | 《茶金》                  | 張大欽        |
| 2021年 | 公視、YouTube    | 《國際橋牌社2》           | 葉九昇        |
| 2021年 | 民視             | 《黃金歲月》              | 何勝傑        |
| 2022年 | 民視             | 《市井豪門》              | 林國勝        |
| 2023年 | 大愛電視台       | 《早點回家》              | 麥可          |
| 2023年 | 公視、八大戲劇台 | 《最佳利益3－最終利益》   | 賀春生        |
| 2024年 | 公視             | 《我的婆婆怎麼那麼可愛2》 | 徐太白 (發貴) |
| 2025年 | 公視             | 《我們與惡的距離 II》     | 翁文康        |
| 2025年 |                  | 《聰明鎮》                | 王秋安        |

## 電影
| 年份   | 劇名                       | 飾演          | 導演   |
| ------ | -------------------------- | ------------- | ------ |
| 2018年 | 《人面魚：紅衣小女孩外傳》 | 阿忠          | 莊絢維 |
| 2023年 | 《我的婆婆怎麼把OO搞丟了》 | 徐太白 (發貴) | 鄧安寧 |
| 2024年 | 《春行》                   | 簡程皓        | 彭紫惠 |

### 短片(微電影)
| 年份   | 劇名                  | 飾演     | 導演           |
| ------ | --------------------- | -------- | -------------- |
| 2012年 | 《暑假作業》          | 陳家恆   | 許佩兒         |
| 2012年 | 《森林小鼓手》        | 阿偉     | 褚姵君、熊迺祺 |
| 2014年 | 《物件成交》          | 皓文     | 郭茂銓         |
| 2014年 | 《一萬英呎的約定》    | 樂樂父親 | 林俊傑         |
| 2018年 | 《我的幸福記事》      | 建邦     | 邱皓洲         |
| 2019年 | 《國家免疫失調−序曲》 | 漢生     | 安宜倫         |
| 2020年 | 《76号恐怖書店-飢餓》 | 阿國     | 莊絢維、洪子鵬 |
| 2021年 | 《須菩提的眼淚》      | 李子魁   | 郝芳葳         |

### 配音
| 年份   | 劇名               | 飾演 | 導演   |
| ------ | ------------------ | ---- | ------ |
| 2009年 | 《我在1949，等你》 | 林鄉 | 鄧安寧 |

### 音樂錄影帶
| 年份   | 歌手     | 歌名                       | 導演   |
| ------ | -------- | -------------------------- | ------ |
| 2020年 | 動力火車 | 《跳上車子離開傷心的台北》 | 殷振豪 |

## 主持
| 年份 | 電視台 | 節目名稱             | 備註         |
| ---- | ------ | -------------------- | ------------ |
| 2004 | TVBS-G | 娛樂新聞             |              |
| 2004 | TVBS-G | 5℃ FUN賣機           |              |
| 2004 | 臺視   | 綜藝這個禮拜六最好笑 | 與羅志祥搭檔 |
| 2008 | 東風   | SUPER ENERGY         |              |
| 2009 | 東風   | 鐵馬青春行           | 與歐弟搭檔   |

## 音樂作品

### 專輯
- 2002年7月《COME ON》
- 2003年1月《無懈可擊》
- 2003年7月《E3》
- 2005年6月《最後的樂園》
- 2006年8月《猩人類》
- 2007年10月《天生反骨》
- 2024年05月《HERE I AM》

### 精選專輯
- 2004年1月《4Ever》

### 原聲帶
- 2004年7月《米迦勒之舞》電視原聲帶

### 單曲
- 2008年10月 Energy 《另類人生》
- 2024年5月 魏嘉瑩、張書偉《緩緩》

## 書籍作品
- 2003.10：發電（寫真集）- 尖端出版社
- 2003.11：我的ENERGY（文字書）- 皇冠出版社
- 2003.9：未來（寫真集）- 東販出版社
- 2008.11：另類人生 - 如何出版社

## 廣告代言
- 2009年 REPUTATION服飾
- 2020年 拿破崙餅舖《鳳梨流沙蛋黃酥》

## 獎項紀錄

### 金曲獎
| 年份   | 頒獎典禮     | 獎項           | 作品           | 結果 |
| ------ | ------------ | -------------- | -------------- | ---- |
| 2004年 | 第15屆金曲獎 | 最佳重唱組合獎 | 《E3》         | 提名 |
| 2025年 | 第36屆金曲獎 | 最佳演唱組合獎 | 《Here I Am》  | 提名 |
| 2025年 | 第36屆金曲獎 | 年度歌曲獎     | 〈星期五晚上〉 | 獲獎 |

### 金鐘獎
| 年份   | 頒獎典禮     | 獎項                       | 作品       | 角色   | 結果 |
| ------ | ------------ | -------------------------- | ---------- | ------ | ---- |
| 2016年 | 第51屆金鐘獎 | 迷你劇集／電視電影男主角獎 | 《黑盒子》 | 廖天凌 | 提名 |

### 金穗獎
| 年份   | 頒獎典禮     | 獎項     | 作品             | 角色   | 結果 |
| ------ | ------------ | -------- | ---------------- | ------ | ---- |
| 2022年 | 第44屆金穗獎 | 男主角獎 | 《須菩提的眼淚》 | 李子魁 | 提名 |

## 外部連結
- 張書偉shuwei Facebook （页面存档备份，存于）
- 張書偉shuwei Instagram
- energy張書偉 （页面存档备份，存于）
- 張書偉在互联网电影资料库（IMDb）上的資料（英文）